# Рахманзаде, Марал Юсиф кызы
Марал Юсиф кызы Рахманзаде (азерб. Maral Yusif qızı Rəhmanzadə); (1916—2008) — азербайджанский график, народная художница Азербайджанской ССР (1964), лауреат Государственной премии Азербайджанской ССР им. М. Ф. Ахундова (1965).

## Биография
Марал Рахманзаде родилась 23 июля 1916 года в Баку. В 1930-1933 годах училась в Бакинском  художественном училище. В 1934—1940 годах продолжила образование в Московском государственном художественном институте им. В. И. Сурикова. М. Рахманзаде — первая азербайджанка, получившая профессиональное художественное образование. 
Особенно продуктивно она работала в жанре графики. В годы Великой Отечественной войны М. Рахманзаде создала большие станковые серии патриотического содержания. Одна из серий посвящена героизму советских женщин в годы войны — «Народное ополчение», «Женщины в строю», «Дочь партизана», «Связистка». Другая серия, состоящая из 19 листов, — труду людей в тылу — «Работа в колхозе», «Общественницы», «Артисты выступают перед фронтовиками». На листе «Жены заменяют мужей» изображены работающие на заводе у станков женщины. Рисунки исполнены художницей в технике черной акварели с последующей проработкой углем.
В 1940-е годы Рахманзаде работала над иллюстрированием художественной литературы. В 1945 году она оформлила книги «Дахнаме» Хатаи и «Страна огней» А. Зограббекова. Особенно удачно удались ей поэтичные женские образы в книге «Дахнаме». Также в двух иллюстрациях М. Рахманзаде изобразила автора книги — поэта-шаха Исмаила Хатаи: на одной его портрет в профиль, на другой поэт изображен с пером в руке в поэтической обстановке ночи. В многочисленных иллюстрациях романа «Страна огней» Рахманзаде изображала обстановку, пейзаж, архитектуру, костюм, точно следуя литературному описанию. На первой иллюстрации изображенные крупным планом всадники, занимающие левую часть листа. Перед их взором открылась живописная панорама бухты и таинственная башня, к хозяйке которой они направляются. В эти годы М. Рахманзаде также исполнила иллюстрации к произведениям «Девичья башня» и «Гюльзар» Дж. Джаббарлы.
В послевоенные годы Рахманзаде интенсивно работала в области станковой графики. В 1947 году на юбилейной выставке впервые была экспонирована серия автолитографий «Нефть», состоящая из 10 листов, в которых показана история нефтяного края. Серия начинается с композиции «Огнепоклонники», изображающей сцену поклонения вечному огню, и завершается морским пейзажем с уходящим нефтетанкером. Другие листы этой серии — автолитографии «Новый промысел», «На буровой», «Качалка», «Фонтан закован в трубу». В 1948 году М. Рахманзаде завершила серию под названием «Баку социалистический», тоже состоящую из 10 листов. В неё вошли индустриальные и городские пейзажи, а также жанровые композиции «Смена вахты», «День вахты», «На строительстве нового дома». 
Плодотворными для художницы были поездки на морские промыслы — «Нефтяные Камни». Марал Рахманзаде была первым художником, которая поехала работать на Нефтяные Камни. Находясь среди нефтяников, наблюдая их трудовые будни, быт, она рисовала промысловые пейзажи Каспия, строительство эстакад, нефтяные резервуары, вышки, налив нефти. На отчётной выставке она представила рисунки и акварели, изображающие наиболее характерные эпизоды трудовой жизни нефтяников Каспия. Эти работы кроме бакинцев увидели и труженики «Нефтяных камней», то есть те, кому они были посвящены. Рахманзаде создала серию автолитографий под названием «У нас на Каспии». В Москве был издан альбом из этой серии, состоящий из 15 цветных литографий.
На литографии «В открытом море» изображены вертикали вышек, стальные эстакады, сверкающая гладь моря. В работах «Дежурный катер», «Привезли продовольствие», «В штормовую» художница изобразила нелегкую трудовую жизнь, своеобразный быт нефтяников. Эти серии литографий принесли Рахманзаде широкую известность и уже тогда были не раз экспонированы на всесоюзных и зарубежных выставках.
В 1950 году Рахманзаде оформила двухтомник сочинений Джафара Джаббарлы. Она выполнила несколько шмуцтитульных листов, изображающих персонажей из пьес «Севиль», «Алмас», «Солгун чичеклер» («Увядшие цветы») Джаббарлы. В том же году была издана историческая повесть М. Ф. Ахундова «Алданмыш кавакиб» («Обманутые звезды») с иллюстрациями М. Рахманзаде. Рахманзаде иллюстрировала и переводные издания — «Евгений Онегин» А. С. Пушкина, «Герой нашего времени» М. Ю. Лермонтова.
В конце 1950-х годов М. Рахманзаде создала серию цветных автолитографий «Баку». На этих листах изображены городские парки и площади, панорамы морских нефтепромыслов. Серия «Баку» была впервые показана в 1959 году на выставке, приуроченной к Декаде литературы и искусства Азербайджана в Москве. В это же время Рахманзаде работала над автолитографиями, посвященными Чехословакии, среди которых выделяются пейзажи «Зимний день Карловых Вар», «Улица в городе Хеб», «Центральная площадь города Хеб», «Санаторий Ричмонд» и другие. Литографии чехословацкой серии были показаны в 1961 году на республиканской выставке «Мир глазами художников Азербайджана», а также в Москве на групповой выставке, посвященной Чехословакии.
В последующие годы М. Рахманзаде работала в технике линогравюры. Первые работы, выполненные в этой технике, она посвятила заводам-гигантам двух молодых городов — Сумгаита и Рустави. Каждая из двух серий состоит из шести индустриальных и городских пейзажей пейзажей и двух портретов, изображающих передовиков производства. В 1960-х годах художница побывала в некоторых отдалённых районах Азербайджана. Итогом этой поездки явились новые серии цветных линогравюр: «Моя родина» и «Азербайджан». В этих сериях несколько работ посвящены природе Нахичевани. В одной из таких пейзажей изображена вспаханная земля, линии борозд которой ведут к реке, а за рекой раскинулась деревня. 
В другой линогравюре художница изобразила новую дорогу в горах: высоковольтная линия электропередач и шоссе на фоне красивых скал. Кроме нахичеванских пейзажей в эти серии вошли и пейзажи деревни Хыналык на севере Азербайджана. В этой отдаленной горной деревне — кругом отвесные скалы, на самой вершине горы плоскокрышие домики, будто один на другом построенные. В Хыналыке художница изучала быт жителей деревни, много рисовала, писала акварелью. В этих линогравюрах она изобразила суровые по цветовому решению пейзажи деревни, покрытые вечными снегами горы, крутые обрывы, простые по форме постройки, жители в национальных костюмах. 
В 1956 году в Баку был издан исторический роман М. С. Ордубади «Меч и перо» с иллюстрациями М. Рахманзаде. В 1963 году она исполнила иллюстрации для академического издания «Азербайджанские сказки».

## Награды и премии
- Орден «Слава» (Азербайджан) (22.07.1996)
- Орден Трудового Красного Знамени (1967)
- Орден «Знак Почёта» (09.06.1959)
- Народный художник Азербайджанской ССР (1964)
- Заслуженный деятель искусств Азербайджанской ССР (1960)
- Государственная премия Азербайджанской ССР им. Мирзы Фатали Ахундова (1965)
- Персональная стипендия Президента Азербайджанской Республики (11.06.2002)[3]